# Elise Mertens
Elise Mertens (Leuven, 1995. november 17. –) párosban ötszörös Grand Slam-tornagyőztes, év végi világbajnok (2022) és korábbi páros világelső belga hivatásos teniszezőnő.
2013-ban kezdte profi pályafutását. Tíz egyéni és 22 páros WTA-torna győztese, emellett párosban egy WTA 125K-, valamint 11 egyéni és 14 páros ITF-tornán végzett az első helyen. Első WTA-tornagyőzelmét 2017. január 14-én a Moorilla Hobart International tornán Hobartban aratta, ahol a döntőben Monica Niculescut győzte le. Legjobb egyéni világranglista-helyezése a 12. helyezés, amit 2018. november 26-án ért el. Párosban 2021. május 10-én egy hétre a világranglista élére került, majd wimbledoni páros győzelme után 2021. július 10-én kilenc hétig volt világelső. Egy hét szünet után 2021. szeptember 20-ától, 2021. október 18-tól és 2021. november 1-től ismét egy-egy hétre a világranglista éllovasa lett, majd 2022.június 6-tól már 10 hétig állt az élen amely helyét 2023. szeptember 25-én vette át ismét, amelyet akkor négy héten át birtokolt. 2024. január 29-én hét hétig került nyolcadszor a páros világranglista élére, majd 2024. június 10-étől ismét, ezúttal kilencedszer is ő lett a világelső. A címet a nyolc alkalommal összesen 34 héten át viselte.
A Grand Slam tornákon juniorként lány párosban a 2013-as US Openen elődöntőt játszott. Felnőtt tornán egyéniben a legjobb eredménye a 2018-as Australian Openen elért elődöntő. Párosban Arina Szabalenka párjaként megnyerte a 2019-es US Opent és a 2021-es Australian Opent, valamint Hszie Su-vej párjaként a 2021-es wimbledoni teniszbajnokságot és a 2024-es Australian Opent, míg Veronyika Kugyermetova párjaként a 2025-ös wimbledoni teniszbajnokságot. 2022-ben az orosz Veronyika Kugyermetovával párosban megnyerték a WTA Finals, év végi világbajnokságnak is tekintett tornát.

## Grand Slam döntői

### Páros

#### Győzelmek (5)
| Év   | Bajnokság                  | Borítás | Partner                | Ellenfél                                | Eredmény      |
| ---- | -------------------------- | ------- | ---------------------- | --------------------------------------- | ------------- |
| 2019 | US Open                    | Kemény  | Arina Szabalenka       | Viktorija Azaranka Ashleigh Barty       | 7–5, 7–5      |
| 2021 | Australian Open            | Kemény  | Arina Szabalenka       | Barbora Krejčíková Kateřina Siniaková   | 6–2, 6–3      |
| 2021 | Wimbledoni teniszbajnokság | Fű      | Hszie Su-vej           | Veronyika Kugyermetova Jelena Vesznyina | 3–6, 7–5, 9–7 |
| 2024 | Australian Open            | Kemény  | Hszie Su-vej           | Ljudmila Kicsenok Jeļena Ostapenko      | 6–1, 7–5      |
| 2025 | Wimbledoni teniszbajnokság | Fű      | Veronyika Kugyermetova | Hszie Su-vej Jeļena Ostapenko           | 3–6, 6–2, 6–4 |

#### Elveszített döntői (2)
| Év   | Bajnokság                  | Borítás | Partner      | Ellenfél                              | Eredmény |
| ---- | -------------------------- | ------- | ------------ | ------------------------------------- | -------- |
| 2022 | Wimbledoni teniszbajnokság | Fű      | Csang Suaj   | Barbora Krejčíková Kateřina Siniaková | 2–6, 4–6 |
| 2023 | Wimbledoni teniszbajnokság | Fű      | Storm Hunter | Hszie Su-vej Barbora Strýcová         | 5–7, 4–6 |

## WTA-döntői

### Egyéni

#### Győzelmei (10)
| Összesítés                                   |                               |
| Grand Slam-torna (0)                         |                               |
| Premier Mandatory (0)                        | WTA 1000 (mandatory)* (0)     |
| Premier Five (0)                             | WTA 1000 (non-mandatory)* (0) |
| Premier (1)                                  | WTA 500* (1)                  |
| International (4)                            | WTA 250* (4)                  |
| WTA Finals (0)                               |                               |
| Tournament of Champions/WTA Elite Trophy (0) |                               |
| Olimpia (0)                                  |                               |

*2021-től megváltozott a tornák kategóriáinak elnevezése.
| No. | Dátum             | Helyszín                                           | Borítás    | Ellenfél a döntőben | Eredmény a döntőben | Eredmény a döntőben |
| 1.  | 2017. január 14.  | Moorilla Hobart International, Hobart              | Kemény     | Monica Niculescu    | 6–3, 6–1            |                     |
| 2.  | 2018. január 13.  | Moorilla Hobart International, Hobart              | Kemény     | Mihaela Buzărnescu  | 6–1, 4–6, 6–3       |                     |
| 3.  | 2018. április 15. | Ladies Open Lugano, Lugano                         | Salak      | Arina Szabalenka    | 7–5, 6–2            |                     |
| 4.  | 2018. május 5.    | Grand Prix de SAR La Princesse Lalla Meryem, Rabat | Salak      | Ajla Tomljanović    | 6–2, 7–6(4)         |                     |
| 5.  | 2019. február 16. | Qatar Total Open, Doha                             | Kemény     | Simona Halep        | 3–6, 6–4, 6–3       |                     |
| 6.  | 2021. február 7.  | Gippsland Trophy, Melbourne                        | Kemény     | Kaia Kanepi         | 6–4, 6–1            |                     |
| 7.  | 2022. október 9.  | Jasmin Open, Monasztir                             | Kemény     | Alizé Cornet        | 6–2, 6–0            |                     |
| 8.  | 2023. október 22. | Jasmin Open, Monasztir                             | Kemény     | Jasmine Paolini     | 6–3, 6–0            |                     |
| 9.  | 2025. február 2.  | Singapore Open, Szingapúr                          | Kemény (f) | Ann Li              | 6–1, 6–4            |                     |
| 10. | 2025. június 15.  | Libema Open, Rosmalen                              | Fű         | Elena-Gabriela Ruse | 6–3, 7–6(4)         |                     |

#### Elveszített döntői (6)
| No. | Dátum               | Helyszín                     | Borítás    | Ellenfél a döntőben | Eredmény a döntőben | Eredmény a döntőben |
| 1.  | 2017. április 30.   | Istanbul Cup, Isztambul      | Kemény     | Elina Szvitolina    | 2–6, 4–6            |                     |
| 2.  | 2020. augusztus 16. | Prague Open, Prága           | Kemény     | Simona Halep        | 2–6, 5–7            |                     |
| 3.  | 2020. november 15.  | Linz Open, Linz              | Kemény (f) | Arina Szabalenka    | 5–7, 2–6            |                     |
| 4.  | 2021. április 25.   | Istanbul Cup, Isztambul      | Salak      | Sorana Cîrstea      | 1–6, 6–7(3)         |                     |
| 5.  | 2024. január 14.    | Hobart International, Hobart | Kemény     | Emma Navarro        | 1–6, 6–4, 5–7       |                     |
| 6.  | 2025. január 11.    | Hobart International, Hobart | Kemény     | McCartney Kessler   | 4–6, 6–3, 0–6       |                     |

### Páros

#### Győzelmei (21)
| Összesítés            |                              |
| Grand Slam-torna (4)  |                              |
| Premier Mandatory (2) | WTA 1000 (kötelező)* (2)     |
| Premier Five (1)      | WTA 1000 (nem kötelező)* (2) |
| Premier (1)           | WTA 500* (1)                 |
| International (5)     | WTA 250* (2)                 |
| WTA Finals (1)        |                              |

*2021-től megváltozott a tornák kategóriáinak elnevezése.
| No. | Dátum                | Helyszín                                                   | Borítás    | Partner                | Ellenfél a döntőben                        | Eredmény a döntőben | Eredmény a döntőben |
| 1.  | 2016. január 9.      | ASB Classic, Auckland                                      | Kemény     | An-Sophie Mestach      | Danka Kovinić Barbora Strýcová             | 6–3, 6–1            |                     |
| 2.  | 2017. szeptember 24. | Guangzhou International Women’s Open, Kanton               | Kemény     | Demi Schuurs           | Monique Adamczak Storm Sanders             | 6–2, 6–3            |                     |
| 3.  | 2018. január 13.     | Moorilla Hobart International, Hobart                      | Kemény     | Demi Schuurs           | Ljudmila Kicsenok Makoto Ninomiya          | 6–2, 6–2            |                     |
| 4.  | 2018. április 15.    | Ladies Open Lugano, Lugano                                 | Salak      | Kirsten Flipkens       | Vera Lapko Arina Szabalenka                | 6–1, 6–3            |                     |
| 5.  | 2018. június 16.     | Ricoh Open, ’s-Hertogenbosch                               | Fű         | Demi Schuurs           | Kiki Bertens Kirsten Flipkens              | 3–3, feladták       |                     |
| 6.  | 2018. szeptember 29. | Wuhan Open, Vuhan                                          | Kemény     | Demi Schuurs           | Andrea Sestini Hlaváčková Barbora Strýcová | 6–3, 6–3            |                     |
| 7.  | 2019. március 16.    | BNP Paribas Open, Indian Wells, Egyesült Államok           | Kemény     | Arina Szabalenka       | Barbora Krejčíková Kateřina Siniaková      | 6–3, 6–2            |                     |
| 8.  | 2019. március 31.    | Miami Open, Miami, Egyesült Államok                        | Kemény     | Arina Szabalenka       | Samantha Stosur Csang Suaj                 | 7–6(5), 6–2         |                     |
| 9.  | 2019. szeptember 8.  | US Open, New York, Egyesült Államok                        | Kemény     | Arina Szabalenka       | Viktorija Azaranka Ashleigh Barty          | 7–5, 7–5            | részletek           |
| 10. | 2020. október 25.    | Ostrava Open, Ostrava, Csehország                          | Kemény (f) | Arina Szabalenka       | Gabriela Dabrowski Luisa Stefani           | 6–1, 6–3            |                     |
| 11. | 2021. február 19.    | Australian Open, Melbourne, Ausztrália                     | Kemény     | Arina Szabalenka       | Barbora Krejčíková Kateřina Siniaková      | 6–2, 6–3            | részletek           |
| 12. | 2021. április 25.    | Istanbul Cup, Isztambul, Törökország                       | Salak      | Veronyika Kugyermetova | Hibino Nao Ninomija Makoto                 | 6–1, 6–1            |                     |
| 13. | 2021. július 10.     | Wimbledoni teniszbajnokság, London, Egyesült Királyság     | Fű         | Hszie Su-vej           | Veronyika Kugyermetova Jelena Vesznyina    | 3–6, 7–5, 9–7       | részletek           |
| 14. | 2021. október 16.    | Indian Wells Masters, Indian Wells, Egyesült Államok       | Kemény     | Hszie Su-vej           | Veronyika Kugyermetova Jelena Ribakina     | 7–6(1), 6–3         |                     |
| 15. | 2022. február 19.    | Dubai Tennis Championships, Dubaj, Egyesült Arab Emírségek | Kemény     | Veronyika Kugyermetova | Ljudmila Kicsenok Jeļena Ostapenko         | 6–1, 6–3            |                     |
| 16. | 2022. november 7.    | WTA Finals, Fort Worth, Amerikai Egyesült Államok          | Kemény (f) | Veronyika Kugyermetova | Barbora Krejčíková Kateřina Siniaková      | 6–2, 4–6, [11–9]    | részletek           |
| 17. | 2023. május 21.      | Italian Open, Róma, Olaszország                            | Salak      | Storm Hunter           | Cori Gauff Jessica Pegula                  | 6–4, 6–4            |                     |
| 18. | 2023. szeptember 24. | Guadalajara Open, Guadalajara, Mexikó                      | Kemény     | Storm Hunter           | Gabriela Dabrowski Erin Routliffe          | 3–6, 6–2, [10–4]    |                     |
| 19. | 2024. január 29.     | Australian Open, Melbourne, Ausztrália                     | Kemény     | Hszie Su-vej           | Ljudmila Kicsenok Jeļena Ostapenko         | 6–1, 7–5            | részletek           |
| 20. | 2024. március 17.    | Indian Wells Open, Indian Wells, Amerikai Egyesült Államok | Kemény     | Hszie Su-vej           | Storm Hunter Kateřina Siniaková            | 6–3, 6–4            |                     |
| 21. | 2024. június 23.     | Birmingham Classic, Birmingham, Egyesült Királyság         | Kemény     | Hszie Su-vej           | Kato Miju Csang Suaj                       | 6–1, 6–3            |                     |

#### Elveszített döntői (14)
| No. | Dátum                | Helyszín                            | Borítás    | Partner                | Ellenfél a döntőben                   | Eredmény a döntőben   | Eredmény a döntőben |
| 1.  | 2017. április 30.    | Istanbul Cup, Isztambul             | Kemény     | Nicole Melichar        | Dalila Jakupović Nagyija Kicsenok     | 6–7(6), 2–6           |                     |
| 2.  | 2017. július 23.     | BRD Bucharest Open, Bukarest        | Salak      | Demi Schuurs           | Irina-Camelia Begu Raluca Olaru       | 3–6, 3–6              |                     |
| 3.  | 2018. június 24.     | Birmingham Classic, Birmingham      | Fű         | Demi Schuurs           | Babos Tímea Kristina Mladenovic       | 6–4, 3–6, [8–10]      |                     |
| 4.  | 2018. augusztus 19.  | Western & Southern Open, Cincinnati | Kemény     | Demi Schuurs           | Lucie Hradecká Jekatyerina Makarova   | 2–6, 5–7              |                     |
| 5.  | 2019. szeptember 28. | Wuhan Open, Vuhan                   | Kemény     | Arina Szabalenka       | Tuan Jing-jing Veronyika Kugyermetova | 6–7(3), 2–6           |                     |
| 6.  | 2021. november 17.   | WTA Finals, Guadalajara             | Kemény (f) | Hszie Su-vej           | Barbora Krejčíková Kateřina Siniaková | 3–6, 4–6              | részletek           |
| 7.  | 2022. február 25.    | Qatar Total Open, Doha              | Kemény     | Veronyika Kugyermetova | Cori Gauff Jessica Pegula             | 6–3, 5–7, [5–10]      |                     |
| 8.  | 2022. április 3.     | Miami Open, Miami                   | Kemény     | Veronyika Kugyermetova | Laura Siegemund Vera Zvonarjova       | 6–7(3), 5–7           |                     |
| 9.  | 2022. június 12.     | Rosmalen Open, ’s-Hertogenbosch     | Fű         | Veronyika Kugyermetova | Ellen Perez Tamara Zidanšek           | 3–6, 7–5, [10–12]     |                     |
| 10. | 2022. június 19.     | Birmingham Classic, Birmingham      | Fű         | Csang Suaj             | Ljudmila Kicsenok Jeļena Ostapenko    | játék nélkül          |                     |
| 11. | 2022. július 10.     | Wimbledoni teniszbajnokság, London  | Fű         | Csang Suaj             | Barbora Krejčíková Kateřina Siniaková | 2–6, 4–6              | részletek           |
| 12. | 2023. július 16.     | Wimbledoni teniszbajnokság, London  | Fű         | Storm Hunter           | Hszie Su-vej Barbora Strýcová         | 5–7, 4–6              | részletek           |
| 13. | 2025. május 4.       | Madrid Open, Madrid                 | Salak      | Veronyika Kugyermetova | Sorana Cîrstea Anna Kalinszkaja       | 7–6(10), 2–6, [10–12] |                     |
| 14. | 2025. május 18.      | Italian Open, Róma                  | Salak      | Veronyika Kugyermetova | Sara Errani Jasmine Paolini           | 4–6, 5–7              |                     |

## WTA 125K döntői: 2 (1–1)

### Páros: 2 (1–1)
| Eredmény | No. | Dátum              | Torna                             | Borítás     | Partner           | Ellenfél a döntőben           | Eredmény |
| -------- | --- | ------------------ | --------------------------------- | ----------- | ----------------- | ----------------------------- | -------- |
| Döntős   | 1.  | 2015. november 22. | OEC Taipei WTA Challenger, Tajpej | Szőnyeg (f) | Marina Melnyikova | Hiszami Kanae Takahata Kotomi | 1–6, 2–6 |
| Győztes  | 1.  | 2016. november 20. | Open de Limoges, Limoges          | Kemény (f)  | Mandy Minella     | Anna Smith Renata Voráčová    | 6–4, 6–4 |

## ITF döntői (24–12)

### Egyéni (11–2)
| Díjazás        |
| -------------- |
| $100,000 torna |
| $75,000 torna  |
| $50,000 torna  |
| $25,000 torna  |
| $15,000 torna  |
| $10,000 torna  |

| Eredmény | No. | Dátum                | Torna                                | Borítás    | Ellenfél                  | Eredmény         |
| -------- | --- | -------------------- | ------------------------------------ | ---------- | ------------------------- | ---------------- |
| Győztes  | 1.  | 2013. április 21.    | Sarm es-Sejk, Egyiptom               | Kemény     | Arabela Fernández Rabener | 6–4, 6–3         |
| Győztes  | 2.  | 2013. október 14.    | Sarm es-Sejk, Egyiptom               | Kemény     | Klaartje Liebens          | 2–6, 6–2, 6–4    |
| Győztes  | 3.  | 2013. október 21.    | Sarm es-Sejk, Egyiptom               | Kemény     | Klaartje Liebens          | 6–7(0), 6–1, 6–3 |
| Győztes  | 4.  | 2013. december 23.   | Isztambul, Törökország               | Kemény (f) | Karen Barbat              | 7–5, 4–6, 6–4    |
| Győztes  | 5.  | 2014. március 17.    | Ponta Delgada, Portugália            | Kemény     | Bárbara Luz               | 6–2, 6–4         |
| Döntős   | 1.  | 2014. május 25.      | Hilton Head Island, Egyesült Államok | Kemény     | Caitlin Whoriskey         | 3–6, 6–7(5)      |
| Győztes  | 6.  | 2014. június 8.      | El Paso, Egyesült Államok            | Kemény     | Ashley Weinhold           | 6–1, 3–6, 6–4    |
| Győztes  | 7.  | 2014. június 28.     | Bangkok, Thaiföld                    | Kemény     | Lee Pei-chi               | 6–3, 6–2         |
| Győztes  | 8.  | 2014. július 4.      | Bangkok, Thaiföld                    | Kemény     | Nungnadda Wannasuk        | 6–1, 6–1         |
| Döntős   | 2.  | 2015. január 19.     | Daytona Beach, Egyesült Államok      | Salak      | Darja Kaszatkina          | 2–6, 6–4, 0–6    |
| Győztes  | 9.  | 2015. május 3.       | Pula, Olaszország                    | Salak      | Yvonne Cavallé Reimers    | 7–6(6), 6–4      |
| Győztes  | 10. | 2015. október 3.     | Ciudad Victoria, Mexikó              | Kemény     | Amandine Hesse            | 6–4, 6–3         |
| Győztes  | 11. | 2016. szeptember 17. | Atlanta, Egyesült Államok            | Kemény     | Melanie Oudin             | 6–4, 6–2         |

### Páros (13–10)
| Borítás        |
| -------------- |
| $100,000 torna |
| $75,000 torna  |
| $50,000 torna  |
| $25,000 torna  |
| $15,000 torna  |
| $10,000 torna  |

| Eredmény | No. | Dátum                | Torna                                              | Borítás    | Partner                   | Ellenfél                                    | Eredmény                |
| -------- | --- | -------------------- | -------------------------------------------------- | ---------- | ------------------------- | ------------------------------------------- | ----------------------- |
| Győztes  | 1.  | 2013. április 7.     | Sarm es-Sejk, Egyiptom                             | Kemény     | Justine De Sutter         | Alina Mihejeva Jillian O'Neill              | 6-1 6-4                 |
| Győztes  | 2.  | 2013. október 21.    | Sarm es-Sejk, Egyiptom                             | Kemény     | Sandra Zaniewska          | Valerija Sztrahova Karina Venditti          | 6–4 6–7(5) [12–10]      |
| Győztes  | 3.  | 2013. december 23.   | Isztambul, Törökország                             | Kemény (f) | İpek Soylu                | Yuuki Tanaka Jekatyerina Jasina             | 6–0, 7–6(3)             |
| Döntős   | 1.  | 21 January 2014      | Tinajo, Spanyolország                              | Salak      | Arabela Fernández Rabener | Deborah Chiesa Yuliana Lizarazo             | 2-6 6-3 [11-13]         |
| Döntős   | 2.  | 2014. január 27.     | Tinajo, Spanyolország                              | Kemény     | Arabela Fernández Rabener | Hikari Yamamoto Ioana Loredana Roșca        | 1-6 1-6                 |
| Döntős   | 3.  | 2014. február 3.     | Tinajo, Spanyolország                              | Kemény     | Bernice van de Velde      | Lu Csia-csing Petra Januskova               | 5-7 7-5 [6-10]          |
| Győztes  | 4.  | 2014. március 17.    | Ponta Delgada, Portugália                          | Kemény     | Szvjatlana Pirazsenka     | Tereza Malíková Pernilla Mendesová          | 6–1, 6–2                |
| Győztes  | 5.  | 2014. augusztus 16.  | Westende, Belgium                                  | Kemény     | Ysaline Bonaventure       | Marina Melnyikova Jevgenyija Rogyina        | 6–2, 6–2                |
| Győztes  | 6.  | 2014. augusztus 18.  | Fleurus, Belgium                                   | Salak      | Demi Schuurs              | Tatiana Búa Daniela Seguel                  | 6–2, 6–3                |
| Döntős   | 4.  | 2014. október 12.    | Internacional Femenil Monterrey, Monterrey, Mexikó | Kemény     | Arantxa Rus               | Lourdes Domínguez Lino Mariana Duque Mariño | 3-6, 6-7                |
| Győztes  | 7.  | 2014. október 27.    | Sarm es-Sejk, Egyiptom                             | Kemény     | Alice Matteucci           | Ioana Loredana Roșca Julia Terziyska        | 6–7 (1), 7–6(4), [10–6] |
| Döntős   | 5.  | 2014. november 17.   | Új-Delhi, India                                    | Kemény     | Marina Melnyikova         | Liu Csang Lu Csia-csing                     | 3–6, 0–6                |
| Döntős   | 6.  | 2015. január 19.     | Daytona Beach, Egyesült Államok                    | Salak      | Arantxa Rus               | Sanaz Marand Jan Abaza                      | 4–6, 6–3, [6–10]        |
| Győztes  | 8.  | 2015. június 29.     | Denain, Franciaország                              | Salak      | İpek Soylu                | Xenia Knoll Florencia Molinero              | 7–6(3), 6–3             |
| Győztes  | 9.  | 2015. augusztus 3.   | Koksijde, Belgium                                  | Salak      | Demi Schuurs              | Justyna Jegiołka Sherazad Reix              | 6–3, 6–2                |
| Győztes  | 10. | 2015. szeptember 26. | Monterrey, Mexikó                                  | Kemény     | Ysaline Bonaventure       | Marina Melnyikova Mandy Minella             | 6–4, 3–6, [11–9]        |
| Győztes  | 11. | 2015. október 3.     | Ciudad Victoria, Mexikó                            | Kemény     | Ysaline Bonaventure       | María Irigoyen Barbora Krejčíková           | 6–4, 4–6, [10–6]        |
| Döntős   | 7.  | 2015. november 9.    | Dubaj, Egyesült Arab Emírségek                     | Kemény     | İpek Soylu                | Çağla Büyükakçay María Szákari              | 6–7(6), 4–6             |
| Győztes  | 12. | 2016. január 25.     | Andrézieux-Bouthéon, Franciaország                 | Kemény (f) | An-Sophie Mestach         | Viktorija Golubic Xenia Knoll               | 6–4, 3–6, [10–7]        |
| Döntős   | 8.  | 2016. április 9.     | Changwon, Dél-Korea                                | Kemény     | Lu Csia-csing             | Han Na-lae Yoo Mi                           | 6–4, 3–6, [7–10]        |
| Döntős   | 9.  | 2016. augusztus 14.  | Landisville, Egyesült Államok                      | Kemény     | An-Sophie Mestach         | Freya Christie Laura Robson                 | 3–6, 4–6                |
| Döntős   | 10. | 2016. szeptember 25. | Albuquerque, Egyesült Államok                      | Kemény     | Mandy Minella             | Michaëlla Krajicek Maria Sanchez            | 2–6, 4–6                |
| Győztes  | 13. | 2016. október 29.    | Tampico, Mexikó                                    | Kemény     | Mihaela Buzărnescu        | Usue Maitane Arconada Katie Swan            | 6–0, 6–2                |

## Eredményei Grand Slam-tornákon

### Egyéni
| Grand Slam | Australian Open | Australian Open    | Roland Garros  | Roland Garros        | Wimbledon      | Wimbledon          | US Open        | US Open            |
| Év         | Eredmény        | Utolsó ellenfél    | Eredmény       | Utolsó ellenfél      | Eredmény       | Utolsó ellenfél    | Eredmény       | Utolsó ellenfél    |
| 2015       | –               | –                  | –              | –                    | Selejtező (Q3) | Selejtező (Q3)     | Selejtező (Q1) | Selejtező (Q1)     |
| 2016       | Selejtező (Q2)  | Selejtező (Q2)     | Selejtező (Q3) | Selejtező (Q3)       | Selejtező (Q2) | Selejtező (Q2)     | 1. kör         | Garbiñe Muguruza   |
| 2017       | –               | –                  | 3. kör         | Venus Williams       | 1. kör         | Venus Williams     | 1. kör         | Madison Keys       |
| 2018       | Elődöntő        | Caroline Wozniacki | 4. kör         | Simona Halep         | 3. kör         | Dominika Cibulková | 4. kör         | Sloane Stephens    |
| 2019       | 3. kör          | Madison Keys       | 3. kör         | Anastasija Sevastova | 4. kör         | Barbora Strýcová   | Negyeddöntő    | Bianca Andreescu   |
| 2020       | 4. kör          | Simona Halep       | 3. kör         | Caroline Garcia      | elmaradt       | elmaradt           | Negyeddöntő    | Viktorija Azaranka |
| 2021       | 4. kör          | Karolína Muchová   | 3. kör         | María Szákari        | 3. kör         | Madison Keys       | 4. kör         | Arina Szabalenka   |
| 2022       | 4. kör          | Danielle Collins   | 4. kör         | Cori Gauff           | 4. kör         | Unsz Dzsábir       | 1. kör         | I-C Begu           |
| 2023       | 3. kör          | Arina Szabalenka   | 4. kör         | A Pavljucsenkova     | 2. kör         | Elina Szvitolina   | 3. kör         | Cori Gauff         |
| 2024       | 2. kör          | Marta Kosztyuk     | 3. kör         | Jelena Ribakina      | 2. kör         | Emma Raducanu      | 4. kör         | Arina Szabalenka   |
| 2025       | 2. kör          | Jessica Pegula     | 1. kör         | Loïs Boisson         | 4. kör         | Arina Szabalenka   |                |                    |

### Páros
| Grand Slam | Australian Open              | Australian Open                       | Roland Garros                      | Roland Garros                        | Wimbledon                    | Wimbledon                             | US Open                      | US Open                               |
| Év         | Eredmény Partner             | Utolsó ellenfél                       | Eredmény Partner                   | Utolsó ellenfél                      | Eredmény Partner             | Utolsó ellenfél                       | Eredmény Partner             | Utolsó ellenfél                       |
| 2016       | –                            | –                                     | –                                  | –                                    | 2. kör An-Sophie Mestach     | Serena Williams Venus Williams        | –                            | –                                     |
| 2017       | 2. kör Louisa Chirico        | M Lučić-Baroni Andrea Petković        | 1. kör Alizé Cornet                | B Mattek-Sands Lucie Šafářová        | 3. kör Demi Schuurs          | Ashleigh Barty Casey Dellacqua        | 2. kör Demi Schuurs          | Andreja Klepač MJ Martínez Sánchez    |
| 2018       | 1. kör Demi Schuurs          | Ashleigh Barty Casey Dellacqua        | 1. kör Demi Schuurs                | Lara Arruabarrena Katarina Srebotnik | 3. kör Demi Schuurs          | Nicole Melichar Květa Peschke         | Negyeddöntő Demi Schuurs     | Barbora Krejčíková Kateřina Siniaková |
| 2019       | 3. kör A Szabalenka          | Barbora Krejčíková Kateřina Siniaková | Elődöntő Arina Szabalenka          | Babos Tímea Kristina Mladenovic      | Negyeddöntő Arina Szabalenka | Hszie Su-vej Barbora Strýcová         | Győztes Arina Szabalenka     | Viktorija Azaranka Ashleigh Barty     |
| 2020       | Negyeddöntő Arina Szabalenka | Csan Hao-csing Latisha Chan           | 2. kör Arina Szabalenka            | Asia Muhammad Jessica Pegula         | elmaradt                     | elmaradt                              | Negyeddöntő Arina Szabalenka | Laura Siegemund Vera Zvonarjova       |
| 2021       | Győztes A Szabalenka         | Barbora Krejčíková Kateřina Siniaková | 3. kör Hszie Su-vej                | B Mattek-Sands Iga Świątek           | Győztes Hszie Su-vej         | V Kugyermetova Jelena Vesznyina       | Negyeddöntő Hszie Su-vej     | Cori Gauff Catherine McNally          |
| 2022       | Elődöntő V Kugyermetova      | Barbora Krejčíková Kateřina Siniaková | 3. kör V Kugyermetova              | Hszü Ji-fan Jang Csao-hszüan         | Döntő Csang Suaj             | Barbora Krejčíková Kateřina Siniaková | 2. kör V Kugyermetova        | Kirsten Flipkens S Sorribes Tormo     |
| 2023       | Negyeddöntő Storm Hunter     | Marta Kosztyuk E-G Ruse               | 3. kör Storm Hunter                | V Kugyermetova Ljudmila Szamszonova  | Döntő Storm Hunter           | Hszie Su-vej Barbora Strýcová         | 1. kör Storm Hunter          | Danielle Collins Nagyija Kicsenok     |
| 2024       | Győztes Hszie Su-vej         | Ljudmila Kicsenok Jeļena Ostapenko    | 2. kör Hszie Su-vej                | Emma Navarro Gyiana Snajgyer         | Elődöntő Hszie Su-vej        | Kateřina Siniaková Taylor Townsend    | 1. kör Hszie Su-vej          | Kristina Mladenovic Csang Suaj        |
| 2025       | 2. kör Ellen Perez           | Marta Kosztyuk E-G Ruse               | Negyeddöntő Veronyika Kugyermetova | Sara Errani Jasmine Paolini          | Győztes V Kugyermetova       | Hszie Su-vej Jeļena Ostapenko         |                              |                                       |

## Év végi világranglista-helyezései
| Év     | 2013 | 2014 | 2015 | 2016 | 2017 | 2018 | 2019 | 2020 | 2021 | 2022 | 2023 | 2024 |
| Egyéni | 577. | 264. | 157. | 120. | 35.  | 13.  | 17.  | 20.  | 21.  | 29.  | 29.  | 34.  |
| Páros  | 725. | 259. | 134. | 79.  | 41.  | 11.  | 6.   | 6.   | 4.   | 5.   | 2.   | 9.   |